# بهاران آبیدر
بهاران آبیدر نام آلبومی است با آواز شهرام ناظری و بیژن کامکار که آهنگسازی آن را هوشنگ کامکار بر عهده داشته و در سال ۱۳۶۵ برای اولین بار منتشر شده‌است. ضبط این اثر مربوط به بهمن ماه سال ۱۳۶۴ می‌باشد. آبیدر نام کوهی مشرف بر شهرستان سنندج است. خوشنویسی جلد هُنرِ بیژن بیژنی و نوازندگی این اثر به عهده ارکستر سمفونیک تهران بوده‌است.

## توضیح اثر
این آلبوم در سه قطعه اجرا شده‌است که عبارت اند از:

### بهاران آبیدار
قطعه‌ای برای ارکستر سمفونیک بر اساس ملودی‌های محلی کُردی
- آهنگساز: هوشنگ کامکار
- خواننده: بیژن کامکار
- اشعار: محلی کُردی با تنظیم عباس کمندی
- متن شعر (كردي)، و ترجمه فارسي:
- هی بینن هي بینن کژاوه م بو بینن
- ای بیارید و بیارید "كژاوه" رو برام بیارید
- - كژاوه: کجاوه، گهواره -
- یارم منداآلاوو دلی مشکه نه نين
- یارم بچه است، دلش را نشکنید
- اَري کوانه میلکی گییانا جاری جارانت
- اره کجاست جانا میل قلبت؟
- اَري کوانا هات و چوی سر ایوارانات
- اره کجاس آمد و رفت اول غروبت؟
- ای بو هلامه شیرین هلامه
- اي خوش رقص و اي "شيرين" شادي دهنده
- - هلامه: همان لفظ "هلپرکه" (لفظ كردي) یعنی "رقص تند و شاد"  یعنی خوش رقص
- - شيرين: نام دخترانه -
- شیرین گیان بو شیرین عمرم تمامه
- ای "شیرین" عزیز،  كه عمرم براي شيرين بودن تو تمام می‌شود
- هی بینن هي بینن کژاوه م بو بینن
- ای بیارید و بیارید "كژاوه" رو برام بیارید
- یارم منداآلاوو دلی مشکه نه نين
- یارم بچه است، دلش را نشکنید
- اَري سوزم به سوزی گیانا دوری اسیرم
- آره، اين جانم به دوري ات اسيرم و از سوز دوري ات ميسوزم
- اَري تا ساتی ماوم درمان نبینم
- آره، تا ساعتی که هستم درمان نمی‌بینم
- ای بو هلامه شیرین هلامه
- اي خوش رقص و اي "شيرين" شادي دهنده
- شیرین گیان بو شیرین عمرم تمامه
- ای "شیرین" عزیز،  كه عمرم براي شيرين بودن تو تمام می‌شود
- هی بینن هي بینن کژاوه م بو بینن
- ای بیارید و بیارید "كژاوه" رو برام بیارید
- یارم منداآلاوو دلی مشکه نه نين
- یارم بچه است، دلش را نشکنید
- اَري آخرین قسمم گیانا هرناوی تویه
- اره آخرین قسمم جانا همه اش اسم تو ست
- اَري  هرچاوکانم پر آوي يه تویه
- اره هر چشمم پر از اشك براي تو
- ای بو هلامه شیرین هلامه
- اي خوش رقص و اي "شيرين" شادي دهنده  شیرین
- گیان بو شیرین عمرم تمامه
- ای "شیرین" عزیز،  كه عمرم براي شيرين بودن تو تمام می‌شود
- هی بینن هي بینن کژاوه م بو بینن
- ای بیارید و بیارید "كژاوه" رو برام بیارید
- یارم منداآلاوو دلی مشکه نه نين
- یارم بچه است، دلش را نشکنید
- اَري کوانه میلکی گییانا جاری جارانت
- اره کجاست جانا میل قلبت؟
- اَري کوانا هات و چوی سر ایوارانات
- اره کجاس آمد و رفت اول غروبت؟
- ای بو هلامه شیرین
- اي خوش رقص و اي "شيرين" شادي دهنده
- شیرین گیان بو شیرین عمرم تمامه
- ای "شیرین" عزیز،  كه عمرم براي شيرين بودن تو تمام می‌شود
- هی بینن هي بینن کژاوه م بو بینن
- ای بیارید و بیارید "كژاوه" رو برام بیارید
- یارم منداآلاوو دلی مشکه نه نين
- یارم بچه است، دلش را نشکنید  .
- اجرا: ارکستر سمفونیک تهران
- تکنوازان:
  - سنتور: پشنگ کامکار
  - کمانچه: اردشیر کامکار

### فغان بربط
- آهنگساز: هوشنگ کامکار
- خواننده: شهرام ناظری
- شعر: حافظ
- نوازندگان:
  - تار: حمید متبسم
  - تار: ارشد طهماسبی
  - رباب: بیژن کامکار
  - سنتور: پشنگ کامکار
  - عود: ارژنگ کامکار
  - عود: ارسلان کامکار
  - کمانچه: اردشیر کامکار

### آوازراست پنجگاه
- خواننده: شهرام ناظری
- شعر: علی اکبر شیدا
- نوازندگان:
  - سنتور: پشنگ کامکار
  - کمانچه: اردشیر کامکار

بخشی از اشعار خوانده شده در این اثر:
| دل از من برد و روی از من نهان کرد |  | خدا را با که این بازی توان کرد |
| شب تنهاییم در قصد جان بود         |  | خیالش لطف‌های بیکران کرد        |
| چرا چون لاله خونین دل نباشم       |  | که با ما نرگس او سَر گِران کرد   |
| که را گویم که با این درد جان سوز  |  | طبیبم قصد جان ناتوان کرد       |
| بدان سان سوخت چون شمعم که بر من   |  | صُراحی گریه و بَربَط فَغان کرد     |
| صبا گر چاره داری وقتِ وقت است      |  | که درد اشتیاقم قصد جان کرد     |
| میان مهربانان کی توان گفت         |  | که یار ما چنین گفت و چنان کرد  |
| عدو با جان حافظ آن نکردی          |  | که تیر چشم آن ابرو کمان کرد    |

## منبع
- پایگاه مجازی دلنوازها